# إنغيبيورغ بيارناسون
إنغيبيورغ بيارناسون (Ingibjörg H. Bjarnason)  14 ديسمبر 1867 – 30  أكتوبر 1941) سياسية آيسلندية وناشطة في حق المرأة بالتصويت ومدرّسة ولاعبة جمباز. كانت أول امرأة تصبح عضوا في الألثنغ (برلمان أيسلندا).

## حياتها المبكرة وتعليمها
ولدت إنغيبيورغ في ثنغيري في آيسلندا عام 1867، وكانت واحدة من خمسة أطفال لهاكون بيارناسون ويوهانا كريستن ثورلايفسدوتر. في سن المراهقة، انتقلت إلى ريكيافيك بعد أن توفي والدها ودرست في كلية ريكيافيك للبنات. تخرجت من الجامعة في عام 1882 وانتقلت إلى الدنمارك لدراسة الجمباز، حيث أصبحت أول شخص آيسلندي يقوم بذلك. عادت إلى ريكيافيك في عام 1893 لتعليم الجمباز في المدرسة، و في عام 1903 عادت إلى كلية المرأة للتدريس. أصبحت مديرة المدرسة في عام 1906 واستمرت في هذا المنصب مدة 35 سنة، أي حتى وفاتها.

## حياته السياسية
انخرطت في حركة حق المرأة في الاقتراع  في أيسلندا في عام 1894. وفي عام 1915 عندما حظيت النساء الآيسلنديات بحق التصويت، تم اختيار إنغيبورغ اختيارها من قبل منظمة نسوية لمخاطبة البرلمان وإلقاء كلمة احتفالية، وانتخبت لرئاسة لجنة جمع الأموال لبناء مستشفى لانسبيتالي (مستشفى الجامعة الوطنية) لإحياء تحصيل حق المرأة في الاقتراع. قادت اللائحة النسوية، ومن بعدها الحزب السياسي القائمة النسوية، وفي عام 1922 انتخبت لتجلس في الألثنغ. أصبحت بذلك أول امرأة تجلس في البرلمان الآيسلندي. في البداية،  انتخبت في البرلمان كعضو مستقل، ولكن في عام 1924 انضمت إلى حزب المحافظين  وبقيت عضوا في البرلمان عن المحافظين حتى عام 1927. في حياتها السياسية، تبنت قضايا حقوق المرأة والأطفال، إلا أنها لم تتزوج ولم تنجب.

## حياتها المهنية بعد السياسة
بعد اعتزالها العمل السياس، ظلت ناشطة في حركة تحرر المرأة في آيسلندا، وفي عام 1930 ثم أسست وأصبحت رئيسة المجوعة النسوية  Kvenfélagasambands Íslands. إلا أنها واجهت انتقادات من بعض النساء لتحالفها مع حزب المحافظين، ومن أجل دعم قضايا مثل إنشاء مدرسة اقتصاد منزلي، ولقولها إن المرأة الآيسلندية قد حققت المساواة الكاملة بمجرد حصولها على حق التصويت في عام 1915. كما عملت على لجنة مصرف لاندسبانكي من 1928 إلى 1932، و كانت عضوا في مجلس التعليم الآيسلندي مجلس من عام 1928 إلى عام 1934. توفيت في أكتوبر 1941.

## إرثها
في نوفمبر 2011، أي بعد 70 عاما على وفاة إنغسبوغ، تم التصويت في مجلس مدينة ريكيافيك على بناء نصب تذكاري دائم في ريكيافيك على شرفها. أقيم احتفال في الألثنغ في يوليو 2012 للاحتفال بالذكرى ال90 لانتخاب إنغسبيورغ.